# سامان فائزی
سامان فائزی (زاده ۱ شهریور ۱۳۷۰ در تهران) بازیکن تیم ملی والیبال ایران است.
او به همراه تیم ملی نوجوانان ایران مقام قهرمانی نوجوانان آسیا را در سریلانکا کسب نمود و در سال ۱۳۸۷ به همراه تیم ملی نایب قهرمان نوجوانان جهان شد. او برای اولین بار در مسابقات انتخابی لیگ جهانی والیبال ۲۰۱۳ به تیم ملی والیبال مردان ایران دعوت شد.

## افتخارات

### تیم ملی
- جام بزرگ والیبال قهرمانان جهان
  -  برنز: اوساکا، ژاپن، ۲۰۱۷
- بازی‌های آسیایی
  -  طلا: جاکارتا-پالم‌بانگ، اندونزی، ۲۰۱۸
- جام کنفدراسیون والیبال آسیا
  -  طلا: ناکون پانوم، تایلند، ۲۰۱۶
- والیبال قهرمانی زیر ۱۹ سال پسران جهان
  -  نقره: یسولو-باسانو دل گراپا، ایتالیا، ۲۰۰۹
- والیبال قهرمانی نوجوانان آسیا
  -  طلا: کلمبو، سری‌لانکا، ۲۰۰۸

### باشگاهی
- لیگ برتر والیبال ایران
  - : فصل ۹۴–۱۳۹۳ همراه با تیم والیبال پیکان

### شخصی
- بهترین مدافع روی تور: والیبال قهرمانی نوجوانان آسیا ۲۰۰۸
- بهترین مدافع روی تور: بیستمین دوره مسابقات بین‌المللی جام ریاست جمهوری قزاقستان
- بهترین مدافع روی تور: سال ۱۳۹۰ لیگ برتر والیبال ایران
- جزو هشت بازیکن برتر سال ۱۳۹۱ لیگ برتر والیبال ایران